# Пролеска Мищенко
Пролеска Мищенко (лат. Scilla mischtschenkoana) — многолетнее луковичное растение; вид рода Пролеска подсемейства Пролесковые семейства Спаржевые.
Вид был описан А. А. Гроссгеймом в 1927 году по культивировавшимся в Тбилисском ботаническом саду растениям, собранным им на горе Союх Зангезурского хребта к северу от Ордубада на территории Нахичеванской ССР и назван в честь исследователя пролесок Кавказа, ботаника П. И. Мищенко. В той же работе была описана пролеска дизанская, собранная c приграничной территории Ирана, позже сведённая в синонимы пролески Мищенко.
Популярное декоративное растение. В садоводстве часто используется название пролеска Тубергена, под которым она была описана в 1930-х годах по растениям, собранным в Иране и культивируемым в Голландии.

## Синонимы
По данным The Plant List:
- Othocallis koenigii (Fomin) Speta

- Othocallis mischtschenkoana (Grossh.) Speta
- Scilla diziensis Grossh.
- Scilla grossheimii Sosn.
- Scilla tubergeniana Hoog & Stearn
- Scilla zangezura Grossh.[2]

## Распространение и экология
Ареал ограничен южной частью Зангезурского хребта на территории Ордубадского района Нахичеванской Автономной Республики Азербайджана и Сюникской области Республика Армения (окрестности Мегри), а также сопредельными районами на северо-востоке Ирана.
Растение встречается на высоте 1000—2500 м, как на субальпийских лугах в верхнем горном поясе, так и в среднем и нижнем горных поясах — под навесом или в трещинах скал, в ксерофильном редколесье.

## Ботаническое описание
Многолетнее травянистое луковичное растение. Эфемероид: цветёт в течение 15-20 дней в марте-апреле, плодоносит в апреле-мае, наземная часть после этого отмирает.
Луковица яйцевидная, небольшая — 15—18 мм высотой, 10—15 мм шириной, с темно-серыми снаружи и красновато-фиолетовыми изнутри чешуями.
Листья зелёные, линейные, на верхушке без колпачка, в количестве 3—5 шт, 4—10 мм шириной, короче цветочных стрелок.
Стрелок обычно несколько от одной луковицы, до пяти штук, 8—15 см высотой. Прицветники маленькие, 1-1,5 мм длиной, без придатка, тупые.
Цветков от 1 до 4 в кисти. Листочки околоцветника продолговато-овальные, тупые или островатые, длиной 10—12 мм, почти белого цвета, реже голубые или бледно-сиреневые, с более тёмной полоской по средней жилке. Тычинки на 1/3 короче околоцветников, пыльники тёмноголубые. Завязь шаровидная, коробочка шаровидная, 8-10 мм диаметром.
Семена шаровидные, 2—3 мм диаметром, чёрные, гладкие, с ариллусом охватывающей семя в виде полукольца, хорошо заметного даже на ранней стадии развития 

## Культивирование
Как очень декоративный вид рекомендован к широкому внедрению в культуру.
Пролеска Мищенко и отдельно её сорт 'Tubergeniana' получили премию AGM.

## Охранный статус
Растение занесено в Красную книгу Армении.